# Artur Rother
Artur Martin Rother, född 12 oktober 1885 i Stettin, Preussen (dagens Szczecin i Polen), död 22 september 1972 i Aschau im Chiemgau, Bayern, var en tysk dirigent, främst verksam vid operan.
Artur Rother var son till Paul Rother, organist och musiklärare i Stettin. Han gick gymnasiet i sin hemstad och fick sina första lektioner i piano, orgel och komposition av sin far. Rother studerade senare hos  bland andra Hugo Kaun i Berlin. Från 1906 var han solorepetitör, körmästare och första kapellmästare i Wiesbaden och assistent vid festspelen i Bayreuth 1907–1914. Han var chefsdirigent i Dessau 1927–1934. Efter nationalsocialisternas maktövertagandet anslöt han sig, enligt sina egna uppgifter, till "NSDAP:s offerring" 1933. Han anslöt sig till den nazistiska organisationen Kampfbund für deutsche Kultur, men var inte medlem i nazistpartiet.
Från 1934 var Rother dirigent vid Deutsches Opernhaus Berlin, där han utnämndes till chefsdirigent för musik den 30 januari 1937. År 1941 omarbetade han Mozarts opera Idomeneo. Den nya versionen, som hade granskats av Hans Joachim Moser, uruppfördes 1942. Efter att han ersatts av Hans Schmidt-Isserstedt var Rother gästdirigent från 1943/44 till 1958 i operans ersättningslokaler, efter att operahuset bombats 1943. Dessutom blev han chef för den stora radioorkestern 1943.
Efter kriget var han chefsdirigent för Berlins radiosymfoniorkester (Rundfunk-Sinfonieorchester Berlin) 1946–1949. Han var då gästdirigent för RIAS symfoniorkester och vid Städtische Oper Berlin. Mellan 1935 och 1964 genomförde Rother 41 konserter med Berlinerfilharmonikerna, bland annat i Paris och Spanien.